# Карс (ил)
Карс (тур. Kars; арм. Ղարս (Կարս)) — ил на северо-востоке Турции.

## География
Ил Карс на востоке граничит с Республикой Арменией, на севере — с илом Ардахан, на западе — с илом Эрзурум, на юге — с илами Агры и Ыгдыр.
Территория ила входит в бассейн Аракса.

## История
В античный период территория современного ила входила в область Вананд Великой Армении. До VIII века здесь правил армянский род Камсаракан. С 885 год часть объединенного Армянского царства, с 963 вассального от него армянского Карсского царства. В 1065 территория на короткий период была присоединена к Византии. В XVI веке область вошла в состав Османской империи. В 1878 году Карс вошёл в состав Российской империи по Сан-Стефанскому мирному договору.
Территория современного ила входила в Карсский и Кагызманский отделы Карсской области.
С 1918 года в составе Республики Армении. В ходе Турецко-армянской войны в 1920 занята войсками Турции.
В 1921 году территория отошла Турции по Карсскому договору.
В 1990-х годах ил Карс был разукрупнён — из части его прежней территории были созданы илы Ардахан и Ыгдыр.

## Население
Население — 325 016 жителей (2009).
Крупнейшие города — Карс (78 тыс. жителей в 2000 году), Кагызман, Сарыкамыш. Значительную часть населения провинции составляют азербайджанцы — потомки переселенцев рубежа XIX—XX веков, также живут турки, курды, чеченцы, киргизы, осетины.

### Этнический и религиозный состав до аннексии Турцией
Территория современного ила соответствует территории Карсского эялета Османской империи и,позже, с 1876 года,Кагызманского и Карсского округов бывшей Карсской области Российской империи.
По переписи 1828 года, в Карсском эялете насчитывалось 248 деревень, в которых проживали 22 000 человек, из которых:
- Армяне - 14 700 (66,8%)
- Мусульмане - 6 500 (29,5%)
- Остальные - 800 (3,6%)

По результатам переписи населения 1897 года, на данной территории проживало 193 372 человек, из них:
- 1) Армяне - 68 363 (35,4%)
- 2) Курды-26 898 (13,9%)
- 3) Греки-22 050 (11,4%)
- 4) Карапапахи-22 004 (11,4%)
- 5) Русские-19 491 (10,1%)
- 6) Турки-15 781 (8,2%)
- 7) Украинцы (Малоруссы) -4 728 (2,4%)
- 8) Туркмены-3 115 (1,6%)
- 9) Поляки-2 988 (1,5%)
- 10) Татары-2 306 (1,2%)
- 11) Евреи-1 025 (0,5%)
- 12) Литовцы-847 (0,4%)
- 13) Ассирийцы-585 (0,3%)
- 14) Эстонцы-455 (0,2%)
- 15) Осетины-411 (0,2%)
- 16) Немцы-393 (0,2%)
- 17) Персы-387 (0,2%)
- 18) Грузины-369 (0,2%)
- 19) Аварцы-297 (0,2%)
- 20) Белорусы-242 (0,1%)
- 21) Башкиры-206 (0,1%)
- 22) Даргинцы-105 (0,05%)

По религии:
- Христиане - 120 922 (62,5%)
- Мусульмане - 71 099 (36,8%)
- Иудеи - 1 025 (0,5%)

### Основные этносы

#### Армяне
Армяне - коренной народ Карса.
В XI веке только в одном городе Ани, на востоке ила, проживало около 1 миллиона армян .
Карс был столицей Армении в 928 — 961 годах. Город Ани, на востоке ила, был столицей Армении, с небольшими перерывами, в 961—1261 годах.
Вплоть до XVII века армяне составляли более 95 % населения области. Однако вторжения тюркских и курдских племён, сопровождавшиеся вытеснением армян, привели к значительному сокращению армянского населения.
В административном центре области — городе Карс в начале XIX века армяне составляли 71 % населения, а уже в конце того же столетия — 49,6 % от общего числа жителей.
В 1920 году, вторгшиеся в Карс турецкие войска, истребили 12 тысяч армян , еще более 80 тысяч стали беженцами. Сегодня у них порядка 350-400 тысяч потомков.

#### Курды
Первые курдские поселения появились на территории Карсского ила, во второй половине XVIII века. Вели преимущественно кочевой образ жизни. В конце XIX века, на территории нынешнего ила, проживало чуть менее 27 тысяч курдов,что составляли уже почти 15 % населения. После изгнания армян в 1920 году, курды, в значительной мере, заняли место армян. Сегодня курды составляют ок 32% населения ила, то есть ок. 130 тысяч человек

#### Турки
Турки-османы захватили область в середине XVI века и окончательно утвердились в начале XVII века, сохраняя своё господство вплоть до 1878 года. С середины XVIII века в области появляются первые турецкие деревни и постоянное турецкое население. В конце XIX века турки составляли уже почти 22 % населения области. 
Сегодня, турки составляют ок.1/3 населения ила.

#### Азербайджанцы
Карапапахи — этнографическая группа азербайджанцев. Вели главным образом кочевой образ жизни. Карапапахи обосновались в Карсской области в XVI—XVII веках. В конце XIX века составляли более 10 % населения области. 
В начале XX века в иле поселились много азербайджанцев.
Сегодня, Азербайджанцы преимущественно проживают в таких кварталах города Карс, как Енимахалля и Истасйон. В районе Карса находятся такие азербайджанские сёла, как Башгедиклер, Байрактар, Каракаш, Кучюк Пирвели, Тазекент, Лайчынлар, и др, в районе города Арпачай — Баджыоглу, Ибишкёй, Каядёвен, Месджитли, Мейданджык, Ташдере, в районе же города Акьяка — Акбулак, Асланхане, Буюккымлы, Буюкпирвели, Эсеняйла, Кючюк Акузюм, Кучюк Кымлы, Шахналар. Кроме того, азербайджанцы составляют большую часть населения центра Акакьи.
С 1921 года в Карсе проживает и этнографическая группа азербайджанцев — терекеменцы. Расселены они как в центральных сёлах, так и в сёлах Селима, Сарыкамыша и Арпачая.

## Административное деление

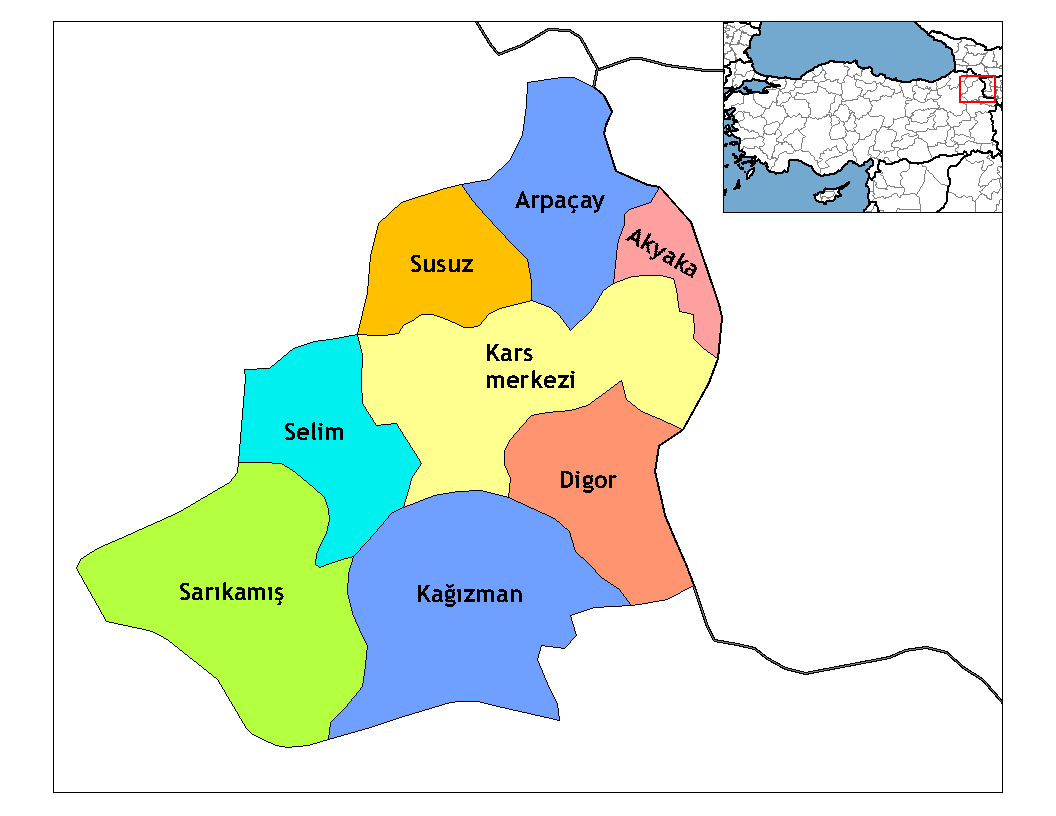

Ил Карс делится на 8 районов:
1. Акьяка (Akyaka)
2. Арпачай (Arpaçay)
3. Дигор (Digor)
4. Кагызман (Kağızman)
5. Карс (Kars)
6. Сарыкамыш (Sarıkamış)
7. Селим (Selim)
8. Сусуз (Susuz)

## Достопримечательности
- Руины средневекового армянского города Ани, столицы Багратидской Армении в 961—1045 гг.